# Jurij Moškon
Jurij Moškon, slovenski filmski in televizijski montažer, * 6. marec 1973, Novo mesto.
Jurij Moškon se je rodil v Novem mestu novinarju, publicistu, ustanovitelju Televizije Novo mesto in častnemu občanu Novega mesta Marjanu Moškonu, ter ustanoviteljici in dolgoletni vodji folklornega društva Kres Branki Moškon (roj. Županič). Obiskoval je osnovno šolo Katja Rupena in zaključil srednješolsko izobrađvanje na SŠTZU, smer elektrotehnik-elektronik. Od leta 1991 je sodeloval pri ustanavljanju Televizije Novo mesto (Vaš kanal), prve lokalno-regionalne televizije v Sloveniji, in tudi med prvimi v bivši Jugoslaviji. Med leti 1992 in 1997 je kot snemalec, montažer in organizator sodeloval pri seriji mladinskih oddaj MKCTV. Po desetih letih dela na televiziji je prejel posebno priznanje občine Novo mesto za desetletno delo. V šolskem letu 1997/98 je študiral na akademiji FAMU na programu 3F v Pragi. Sodeloval je pri promociji glasbenega festivala Rock Otočec. Leta 1999 je izdal knjigo Videotehnika in ustvarjalnost. Leta 2001 so mu na Ministrstvu za kulturo dodelili status samozaposlenega v kulturi - montažer. Udeležil se je »Talent campusa« na Berlinalu 2004. Sodeloval je na »EFA Master Class 2004« pod vodstvom Mike Figgisa. Leta 2008 je pridobil naziv Inženir multimedije na Inštitutu in akademiji za multimedije. Na slovenskem filmskem festivalu je prejel nagrade za montažo treh filmov. 

## Filmografija
- na Bazi Slovenskih Filmov
- na International Movie Database
- na Vertigo Ljubljana

## Videoteka dokumentarnih filmov
- Kresno mesto (2022)
- Erik Platon (2018)
- DNA D (2015)
- Novo mesto glasbe (2014)
- Pravi človek za kapitalizem (2013)
- Jaz sem Janez Janša (2013)
- V letu hip-hopa (2011)
- Povest o velikanu (2007)
- Rock Otočec (1997-2013)
- Zemljan v Noči (1996)
- Jamboree 1995
- MKCTV (1992-1997)

## Priznanja
- Nagrada vesna za montažo filma Utrip ljubezni, Festival slovenskega filma (2015)[2][3][4]
- Nagrada vesna za montažo filma Hvala za Sunderland, Festival slovenskega filma (2008)[5][6][7]
- Nagrada vesna za montažo filma Za Vedno, Festival slovenskega filma (2008)[8][9]
- Najboljša montaža za film Zvenenje v glavi, Mediterranean Film Festival Cologne (2002)
- Posebno priznanje Občine Novo mesto za desetletno delo na Vašem kanalu (2001)
- Nagrada za najboljši film Zemljan v noči, Break 21 (1996)

## Izobrazba
- Inženir multimedije, Inštitut in akademija za multimedije Ljubljana (2008)
- 3f, FAMU Praga (1998)
- Elektrotehnik/elektronik, SŠTZU Novo mesto (1991)

## Publikacije
- Videotehnika in ustvarjalnost, Novo mesto (1999)